# Zvonice v Dřevohosticích
Zvonice stojí v blízkosti kostela svatého Havla v  obci Dřevohostice v okrese Přerov. Je chráněna jako kulturní památka České republiky.

## Historie
Renesanční zvonice stojí na místě českobratrského hřbitova. Zvonice byla postavena v roce 1521 a byla opravena do současné podoby v roce 1581. Kolem věže byl v letech 1590–1640 českobratrský hřbitov obehnaný cihelnou zídkou. Pod věží byla hrobka, ve které byli pochování dřevohostičtí páni českobratrského vyznání. Do státního seznamu kulturních památek byla zapsána v roce 1963 pod evidenčním číslem 40470/8-402.

## Zvonice
Zvonice je volně stojící čtyřpatrová hranolová zděná stavba se stanovou střechou s makovicí a křížem. Fasáda průčelí je hladká členěna pouze jednou profilovanou obvodovou římsou a pod zvonovým patrem kordonovým pasem. Ve zvonovém patře jsou prolomena sdružená okna po celém obvodu. V patrech jsou štěrbinová okna. Věž je vysoká 25 m, výška zdiva je 20 m a stěny jsou v úrovni terénu silné 135 cm a ve zvonovém patře 95 cm. Na věži jsou sluneční hodiny.
V roce 2016 prošla zvonice celkovou rekonstrukcí, při které byla na střechu do pozlacené makovice uloženo bronzové pouzdro.

## Zvony
Původně ve věži byly zavěšeny čtyři zvony. V době první a druhé světové války byla rekvírovány pro válečné účely. Po druhé světové válce byly zachráněny dva zvony. Zvon Maria byl nalezen ve skladišti ve Vídni a vrácen zpět.
Ve zvonici na zvonové stolici z roku 1745 jsou zavěšeny dva zvony. Prvním zvonem je zvon Mária o hmotnosti 685 kg s reliéfem Madony s dítětem. Zvon ulil v roce 1721 zvonař Jan Antonín Behr z Olomouce. V roce 1948 zvon praskl, přesto se na zvon zvonilo ručně do roku 1985 a pak pomocí elektrického pohonu do roku 2020, kdy pukl úplně. Druhým zvonem je umíráček z roku 1921.
V roce 2021 proběhla sbírka na nový zvon. Z výtěžku byl pořízen zvon, který nahradil zvon Maria, má hmotnost asi 640 kg a je zdoben reliéfem Panny Marie Svatohostýnské. Z finančních prostředků obce a římskokatolické farnosti byl pořízen druhý zvon o hmotnosti asi 350 kg s názvem svatý Havel. Má reliéf poustevníka svatého Havla. Oba zvony byly ulity ve zvonařské dílně Tomášková-Dytrychová v Brodku u Přerova. Nové zvony požehnal 14. srpna 2021 olomoucký arcibiskup Jan Graubner. Pohon zvonů je elektrický s dálkovým ovládáním. Původní zvon Maria byl snesen a umístěn v přízemí zvonice.